# Жужелица окаймлённая
Жужелица окаймлённая, или жужелица каёмчатая (лат. Carabus marginalis) — вид жуков-жужелиц из подсемейства собственно жужелиц.

## Описание
Длина тела 20—26 мм. Надкрылья мелкозернистые, тёмно-фиолетового или сине-черного цвета с яркой золотисто-зелёной, реже огненно-красной краевой полоской, которая проходит и на переднеспинке. Переднеспинка с уплощёнными и отогнутыми боковыми краями и выступающими за основание в виде лопастей задними углами.

## Ареал
Распространён в России, Белоруссии, Германии, Италии, Молдавии, Польше, Румынии и Украине.

## Образ жизни
Обитает в лесных массивах широколиственных лесов. Жуки встречаются в период с конца апреля по август, отдельные особи могут встречаться до ноября. За год развивается одно поколение. Зимуют жуки.
Имаго и личинки активные хищники-полифаги.